# حجرة ناقصة الضغط

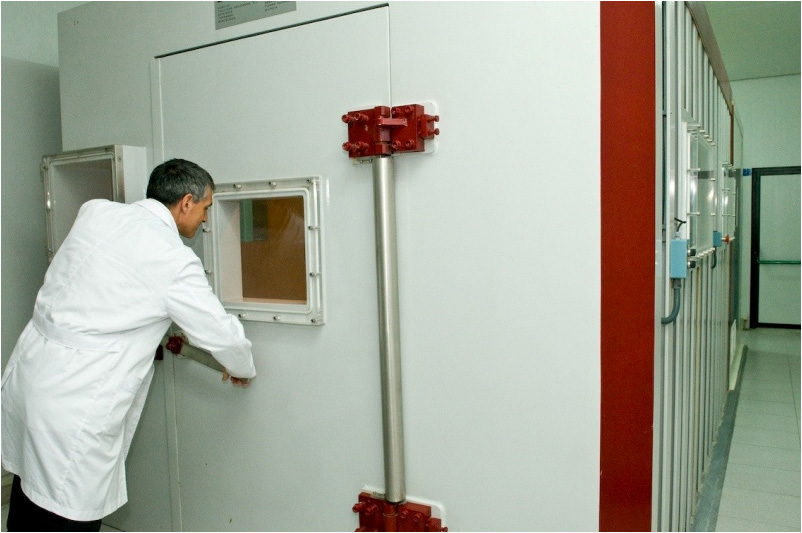
حجرة ناقصة الضغط تابعة لإتحاد "البيوبول إتش"، كاتالونيا (إسبانيا)، تستخدم في علاج المرضى أو تدريب الرياضيين في ظل انخفاض الضغط الجوي.

الحجرة الناقصة الضغط (بالإنجليزية: hypobaric chamber)‏ أو حجرة محاكاة الارتفاع (بالإنجليزية: altitude chamber)‏، هي عبارة عن حجرة تستخدم في اختبار الحالة الفيزيولوجية للطيارين في الفضاء أو في بحوث تأثير الارتفاعات الشاهقة عليهم على الأرض أو في التدريب الرياضي عن طريق محاكاة آثار العلو الشاهق على جسم الإنسان (التدريب على ارتفاع)، بصفة خاصة عن طريق محاكاة نقص التأكسج (انخفاض الأكسجين) ونقص الضغط (انخفاض ضغط الهواء المحيط).
يمكن من خلال بعض حجرات محاكاة الارتفاع التحكم كذلك في درجة الحرارة والرطوبة النسبية. هناك العديد من الشركات المتخصصة في بناء هذا النوع من الحجرات للاستخدام التجاري والشخصي، أبرزها شركة هيبوكسيكو.

## الطريقة
يتم استعمال هذه الججرات في عملية محاكاة ظروف الارتفاع عن طريق وضع واحد أو أكثر من أشخاص الاختبار (في العادة، الطيارون أو أفراد الطاقم، بالرغم من أن أي شخص مهتم باكتشاف آثار العلو المرتفع عليه يمكنه عادة ترتيب زيارة إليها) فيها.
قبل «الصعود» إلى الارتفاع المطلوب، يتنفس الأشخاص موضوع الاختبار الأكسجين مباشرة من أقنعة الأوكسجين بغرض تطهير مجرى دمائهم من النيتروجين، تجنبا لحدوث داء تخفيف الضغط (DCS). مع ارتدائهم للأقنعة، يتم تخفيض الضغط الجوي داخل الحجرة لمحاكاة ارتفاعات تصل إلى عشرات الآلاف من الاقدام. ثم يزيل الأشخاص  أقنعة الأوكسجين من أجل اختبار أعراض نقص التأكسج. في نفس الوقت يجب أن يكون مراقب السلامة (يتنفس الأوكسجين انطلاقا من قناع الأوكسجين) موجودا دائما بداخل الحجرة لكي يعيد مرة أخرى قناع الأكسجين للشخص المختبر في حال فقدانه الوعي. بالموازاة مع ذلك، يبقى المراقبون الخارجيون على تواصل مستمر بالحجرة عن طريق دائرة تلفزية مغلقة، لرصد حالة الأشخاص موضوع الاختبار.
في الوقت الذي تكون فيه الأقنعة غير مشغلة، قد يطلب من الشخص أو الأشخاص موضوع الاختبار القيام بمهام تافهة، مثل الحساب والتوقيع بأسمائهم الخاصة. عندما تبدأ هذه المهام بأخذ أطوال مفرطة من الوقت الذي من المفترض إكمالها فيه أو تتم بشكل سيء، يكون هذا عادة علامة على أن الموضوعات تجاوزت "وقت الوعي المفيد"، لذلك ينبغي وضع الأقنعة.

## استخدام حجرة الارتفاع في التدريب
الغرض الرئيسي من استخدام حجرات الارتفاع هو وضع أشخاص اختبار بداخلها بهدف معرفة أعراض نقص الأكسجة عليهم بطريقة متحكم بها.
تختلف أعراض نقص الأكسجة من فرد لآخر، حيث يعد هذا التدريب المحاكي لظروف الارتفاع مفيدا للطيارين بصفة خاصة، ذلك أن هذه الحجرة قادرة على التعرف على هذه الأعراض قبل خوض الطيار لرحلته الفعلية وذلك تجنبا لحالات الطوارئ المتعلقة بالأكسجين أثناء الطيران. يجب على الطيارين العسكريين الذين يحلقون بطائراتهم علي ارتفاعات تزيد عن 10000 قدم، وكذا الطيارين المدنيين الذين يقودون طائرات غير مكيفة الضغط على علو يفوق 12500 قدم، استخدام معدات الأوكسجين. بالنسبة لطياري القوات المسلحة الأمريكية فالتدريب في غرفة الارتفاع هو أمر مطلوب على رأس كل خمس سنوات. ارتباطا بذلك فإن كلا من إدارة الطيران الفيدرالية وبعض شركات الطيران الكبرى الأخرى تطلب هي الأخرى من الطيارين أن يخضعوا لتدريب دوري على الارتفاع في حجرات الارتفاع (الحجرة ناقصة الضغط). يمكن عادة لأي شخص حاصل على شهادة الطيران في الولايات المتحدة وله شهادة طبية آنية من الدرجة الأولى أو الثانية، الاشتراك وتلقي تدريب على الارتفاع من عدة مرافق تجارية في ظل توافر محدود جدا للمرافق الحكومية التي يمكنها إعطاء تداريب من هذا النوع.
هناك العديد من الإجراءات التي يتم اتباعها أثناء تدريب طاقم الطائرة في الحجرة الناقصة الضغط. لكن في المجمل تخضع الأطقم الجوية الجديدة عادة في البداية للمحة تآلف مع هذه الظروف، حيث يتم تعديل الغرفة لتصل بالطاقم إلى ارتفاع 10000 قدم. خلال الصعود يتم توجيههم إلى الإجراء الصحيح لتخليص الأذنين من تغيرات الضغط. خلال الصعود، يطلب من الطلاب التثاؤب بالكيفية التي يحتاجونها لأداء مناورة فالسالفا. في حالة القيام بمناورة فالسالفا أثناء الصعود، فإنهم يكونون معرضين لخطر المعاناة من الرضح الضغطي على مستوى الأذن. ذلك أن الأذنين تكونان في هذه الحالة عرضة لمايسمى علميا بقانون بويل.
في المقابل توجد أيضا أوضاع أخرى، على غرار لمحة عن التدريب على نقص التأكسج، حيث يتم تكييف الغرفة للصعود إلى ارتفاع 25000 قدم. بوصول أشخاص الاختبار إلى علو 25000 قدم، تقطع عنهم امدادات الأوكسجين لمدة تتراوح ما بين 2 إلى 3 دقائق، ويطلب منهم إكمال مهام بسيطة مثل نسخ الأشكال على قطعة من الورق. ثم يطلب منهم خلال وقت إلغاء الأكسجين وصف شعورهم في تلك اللحظة. بعد أن تتم عملية إعادة الأكسجين إليهم مرة أخرى، سوف يفهمون كيف كانت أحكامهم ضعيفة خلال الوقت الذي كانوا يعانون فيه من نقص الأكسجين.
التدريب في وقت لاحق يذهب إلى أبعد من ذلك مع أوضاع الضغط السريع، حيث تصعد الحجرة بسرعة كبيرة من 8000 قدم إلى 22000 قدم في غضون 10 إلى 20 ثانية، بغرض محاكاة حالة فقدان باب المقصورة. في حالة طياري الطائرات المقاتلة، يتم ذلك من خلال الانتقال من ارتفاع 25000 قدم إلى 43000 قدم في غضون 5 ثواني، ما يحاكي حالة فقدان الغطاء الزجاجي للطائرة المقاتلة.
يمكن استخدام الحجرة الناقصة الضغط أيضا في المجال الرياضي كوسيلة لتحسين الأداء البدني. بما أن جسم الإنسان يتكيف مع ظروف نقص الأكسجين المعتدلة من خلال زيادة في كمية خلايا الدم الحمراء، ما يزيد من الأداء الهوائي، ينام الرياضيون في هذه الحجر كجزء من نظام التدريب. وهذا له نفس تأثير التدرب على ارتفاعات عالية فعلية، لكنها في نفس الوقت تبقى محط جدل بين أصحاب الاختصاص. في هذا الصدد يكتب ميكا مانتي متسائلا في كتابه: «هل حجرة الارتفاع، التي تحاكي ظروف ارتفاعات شاهقة، هي وسيلة طبيعية لتحسين جسمك؟» ، ما يدل على أن استخدام هذا الحجرة في تحسين الأداء الرياضي، يمكن تشبيه بتعاطي منشطات الدم، وبالتالي تعتبر كل ميزة رياضية مكتسبة عن طريقها ميزة غير عادلة. وهذا قد يؤدي مستقبلا إلى فرض حظر على استخدام حجرات الارتفاع في التدريب الرياضي.